# Nombre de Fedorov

Diagrama d'un llit fluïditzat

El nombre de Fedorov {\displaystyle (Fe)} és un nombre adimensional utilitzat en la mecànica de fluids per caracteritzar el flux de partícules en un llit fluïditzat.
Aquest nombre es diu en honor del científic rus Igor Mikhailovitx Fedorov. Altres fonts indiquen que aquest nombre va ser nomenat en honor del geofísic rus Eggeni Konstantinovitx Fedorov.
Es defineix de la següent manera:
{\displaystyle Fe=\left({\frac {4\,g\,d\,\rho _{g}\,(\rho _{p}-\rho _{g})}{3\,\mu ^{2}}}\right)^{1/3}=\left({\frac {3}{4}}\,Ar\right)^{1/3}}
on :
- {\displaystyle g} = acceleració gravitacional.
- {\displaystyle \rho _{g}} = massa volúmica del gas.
- {\displaystyle \rho _{p}} = massa volúmica de les partícules.
- {\displaystyle \mu } = viscositat absoluta del fluid.
- {\displaystyle d} = diàmetre de les partícules.
- {\displaystyle Ar} = nombre d'Arquímedes.